# القطط لا ترقص
القطط لا ترقص (بالإنجليزية: Cats Don't Dance)‏ هو فيلم رسوم متحركة كوميدي موسيقي أمريكي عام 1997 وزعته شركة وارنر بذرز.
كان الفيلم أول ظهور إخراجي لرسام الرسوم المتحركة ديزني السابق مارك ديندال، وبطولة أصوات سكوت باكولا، جاسمن جاي، ماثيو هيريد، آشلي بيلدون، جون رايز-ديفيس، كاثي نجيمي، دون نوتس، هال هولبروك، بيتي لو جيرسون، رينيه أوبرجونوا وجورج كينيدي وديندال.

## القصة
في عام 1939 ، يسافر داني ، وهو قط متفائل من كوكومو بولاية إنديانا، إلى هوليوود على أمل بدء مهنة التمثيل هناك. بعد مقابلة صديق جديد بودج ، يتم اختيار داني من قبل الوكيل فارلي وينك لعرض فيلم قيد الإنتاج في الماموث بيكشرز يسمى ليل ارك ملاك، جنبًا إلى جنب مع سكرتيرة وينك: قطة بيضاء تدعى سوير. عند الانضمام إلى رفقاء الحيوانات ؛ تيلي وكرانستون وفرانسيس وتي دبليو ، يشعر داني بالفزع من معرفة مدى صغر دوره ويحاول شق طريقه إلى مزيد من الوقت في دائرة الضوء. تثير داني غضب دارلا ديمبل ، الممثلة الطفلة المدللة ونجمة الفيلم ، لذا قامت بتعيين كبير الخدم ماكس الذي يبلغ طوله 36 قدمًا لتخويف داني حتى لا يحاول توسيع دوره.
يتعلم داني من تميمة الاستوديو وولي الماموث ، أن الممثلين البشريين يُمنحون عادةً أدوارًا أكثر أهمية من الحيوانات. يتوق إلى دائرة الضوء ويحاول وضع خطة من شأنها أن تشجع البشر على تزويد الممثلين الحيوانيين بسيناريوهات أفضل ، مثل تجميع مجموعة ضخمة من الحيوانات وتقديم أداء موسيقي للبشر.
لاحقًا ، تلقى داني النصيحة من دارلا حول كيفية إثارة اهتمام الجماهير وإرضائهم. يأخذ هذه المعلومات إلى القلب ويجمع الحيوانات لإجراء اختبار على السفينة على أمل جذب انتباه البشر. ومع ذلك ، فإن دارلا ، خوفًا من أن تعرض الحيوانات أضواءها للخطر ، ساعدها ماكس في إغراق المسرح بـ 100000 جالون من الماء بينما ل. ب. يُجري ماموث ، رئيس ماموث بيكتشرز ، وفلاناغان ، مخرج الفيلم ، مقابلة ، ويلقيان باللوم على الحيوانات ونبذها بسبب الأضرار الجانبية. تشعر الحيوانات بالاكتئاب بسبب منعها من التمثيل في الماموث بيكشرز ، وخاصة داني التي اقتنعت من قبل دارلا بأنها كانت تحاول مساعدة الحيوانات. ينصح وولي داني بالعودة إلى كوكومو. في وقت لاحق من تلك الليلة ، كان الجميع في العشاء ، مستاءين من داني لأنه خرب كل شيء من أجلهم ، بينما سوير يغني أغنية عن داني يحاول الحفاظ على أحلامهم حية. سمع تيلي سوير وهو يغني واقترح أن يتبع سوير داني. سوير يصل إلى محطة الحافلات ، بعد ثوانٍ فقط من مغادرة داني ، ليجد قبعته وقائمة مهامه وراءه.
ومع ذلك ، بعد تعليق من سائق الحافلة ورؤية بودج يتجول في الشوارع ، أوقف داني الحافلة ويخرج بخطة أخرى. قام سرا بدعوة سوير والآخرين لحضور العرض الأول لفيلم ليل ارك ملاك. بعد العرض والقتال مع ماكس الذي جعله يطير بعيدًا على بالون دارلا ديمبل ، يلفت داني انتباه الجمهور. عند إحضار سوير ، وولي ، وتيلي ، وكرانستون ، وبادج ، وفرانسيس ، وت.و. وراء الكواليس لمساعدة داني ، قدمت الحيوانات الثمانية عرضًا موسيقيًا يسلي ويثير إعجاب المشاهدين. في غضون ذلك ، تحاول دارلا تخريب العرض من خلال العبث بالمجموعة ومعدات المؤثرات الخاصة ، لكن محاولاتها بدلاً من ذلك دفعتها إلى تحسين الأداء.
صرخت دارلا بشراسة على الحيوانات لإحباط خطتها عندما تم تضخيم صوتها على نظام الصوت بالمسرح بسبب ازدهار ميكروفون كانت قد تشابكت معه ، وكشفت الحقيقة حول الحادث للجمهور ، بما في ذلك إل. وفلاناغان. تحاول دارلا إخفاء ألوانها الحقيقية ، لكن بودج يرسلها إلى أسفل الباب المسحور. تحقق الحيوانات أحلامها في أدوار أكبر ، ويعترف داني وسوير بمشاعرهما تجاه بعضهما البعض ، ويتم تخفيض رتبة دارلا إلى بواب.

## طاقم العمل
- سكوت باكولا بدور داني
- جاسمن جاي بدور سوير
- آشلي بيلدون بدور دارلا ديمبل
- كاثي نجيمي بدور تيلي هيبوبوتاموس
- جون رايز-ديفيس بدور وولي الماموث
- بيتي لو جيرسون بدور فرانسيس الباكور
- دون نوتس بدور T.W. سلحفاة
- جورج كينيدي بدور ل. ب. الماموث
- رينيه أوبرجونوا بدور فلاناغان
- مارك ديندال بدور ماكس
- فرانك ويلكر بدور فارلي وينك
- ديفيد يوهانسن بدور سائق حافلة
- دي برادلي بيكر بدور كونغ
- توني بوب بدور قاطور

## الإنتاج
تم إطلاق الفيلم في عام 1993 كوسيلة لمايكل جاكسون، الذي سينتج ويمارس دور البطولة ويكون مستشارًا في الموسيقى والرقص. كان من الممكن أن يكون فيلمًا هجينًا حيًا / CGI. بحلول عام 1994 ، توقف جاكسون عن المشاركة في الفيلم. في مراحله المبكرة ، كان الفيلم يهتم بقدر أقل من القطط الضالة المجسمة التي تعيش بين المجموعات والأفلام الخلفية في الاستوديو. في وقت ما ، قام ديفيد شاير وريتشارد مالتبي جونيور بتأليف الأغاني للفيلم قبل تعيين راندي نيومان.

## التقييم
تلقى الفيلم نسبة تأييد 72% من المراجعات على موقع الطماطم الفاسدة بنائاً على 23 مراجعة نقدية، مع متوسط تقييم 10/6.6.

## الميزانية والإيرادات
بلغت تكلفة إنتاج الفيلم حوالي 32 مليون دولار بينما حقق إيرادات تقدر بـ 3.6 مليون دولار.

## وصلات خارجية
- القطط لا ترقص على موقع IMDb (الإنجليزية)
- القطط لا ترقص على موقع ميتاكريتيك (الإنجليزية)
- القطط لا ترقص على موقع روتن توميتوز (الإنجليزية)
- القطط لا ترقص على موقع نتفليكس (الإنجليزية)
- القطط لا ترقص على موقع قاعدة بيانات الأفلام العربية
- القطط لا ترقص على موقع ألو سيني (الفرنسية)
- القطط لا ترقص على موقع Turner Classic Movies (الإنجليزية)
- القطط لا ترقص على موقع أول موفي (الإنجليزية)
- القطط لا ترقص على موقع بوكس أوفيس موجو (الإنجليزية)
- القطط لا ترقص على موقع فيلمافينيتي (الإسبانية)